# Joël Dumé
Joël Dumé (Preignac, 20 dicembre 1959) è un dirigente sportivo ed ex arbitro di rugby a 15 francese, internazionale tra il 1993 e il 2004, anno del suo ritiro, durante i quali diresse in tre edizioni consecutive della Coppa del Mondo; dal 2019 è direttore del settore tecnico arbitrale di Rugby Europe dopo avere in precedenza ricoperto analogo incarico per 18 anni presso la Fédération Française de Rugby.

## Biografia
Arbitro internazionale dal 1993, debuttò alla direzione di un grande torneo nel corso del Cinque Nazioni di quell'anno quando gli fu affidata Galles ‒ Inghilterra, vinta 10-9 dai Dragoni.
Due anni più tardi fu nel panel arbitrale della Coppa del Mondo 1995 in Sudafrica, nel corso della quale arbitrò un solo incontro, nella fase a gironi tra Italia e Samoa Occidentali, per poi non essere più impiegato nei play-off insieme al suo connazionale Patrick Robin, il quale rivolse alla commissione arbitrale accuse di aver pilotato i test di idoneità per favorire gli ufficiali di gara del blocco anglosassone nella direzione degli incontri a eliminazione diretta.
Nel 2001, ancora in attività, assunse l'incarico federale di direttore tecnico nazionale del settore arbitrale francese; diresse nel 2003 il suo ultimo Sei Nazioni e nel 2004 il suo ultimo incontro internazionale, a Tbilisi in Coppa Europa tra Georgia e Russia.
Nei suoi 18 anni alla guida della commissione arbitrale francese promosse e favorì l'emergere di arbitri internazionali come Jérôme Garcès, Pascal Gaüzère, Joël Jutge, Romain Poite e Mathieu Raynal; tra i suoi successi professionali in tale incarico figura l'assegnazione, da parte di World Rugby, di quattro direttori alla Coppa del Mondo di rugby 2019 uno dei quali, il citato Garcès, primo francese a dirigere la finale di tale torneo.
Terminato l'incarico federale, dal 2019 presiede la commissione arbitrale di Rugby Europe.